# Yichud

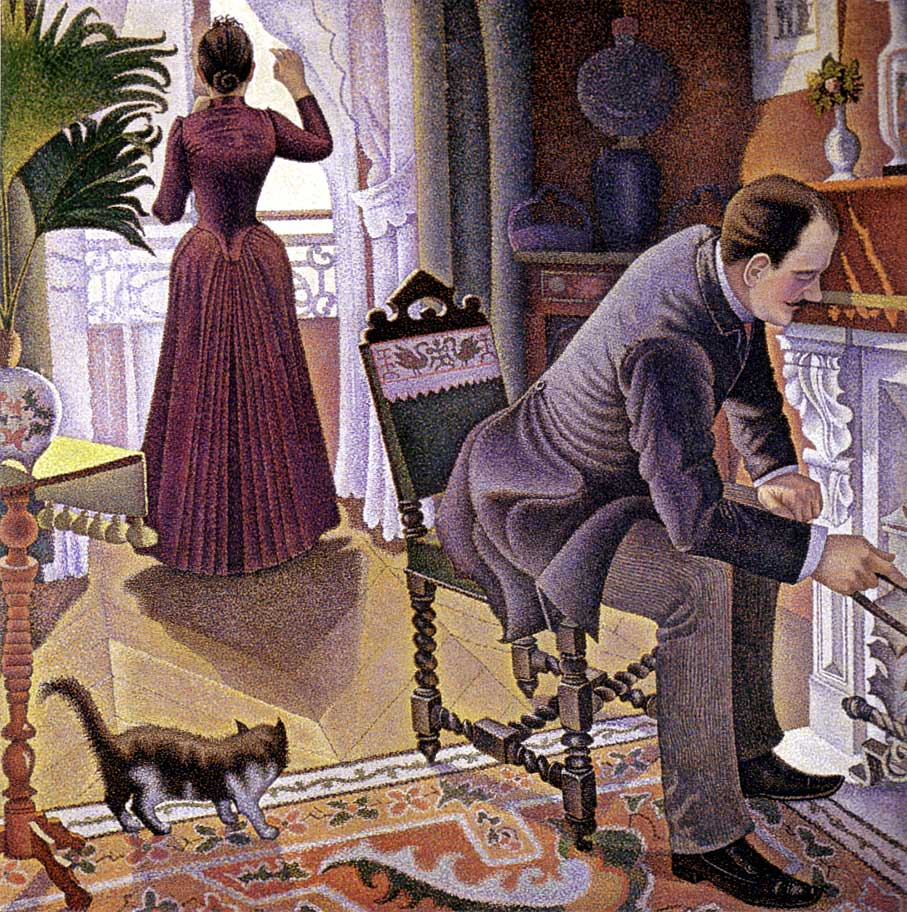
L'isolamento di una coppia non sposata è proibita dalla Legge ebraica

La proibizione di yichud (in ebraico איסור ייחוד, issur yichud‎?, trad. isolamento), nella Halakhah (Legge ebraica) è l'inammissibilità di appartare in area privata un uomo e una donna non sposati tra loro.

## Rituali
Tale isolamento è proibito onde prevenire che la coppia sia tentata o abbia l'opportunità di commettere atti adulteri, illeciti e promiscui. Le leggi di yichud sono normalmente osservate dagli ebrei ortodossi; i membri dell'Ebraismo conservatore e riformato generalmente non aderiscono alle leggi di yichud.
Il termine "yichud" si riferisce anche ad un rituale durante il matrimonio ebraico, in cui la coppia appena sposata passa un periodo appartato in una stanza, da soli. In tempi storici precedenti, fin dall'era talmudica, il matrimonio veniva consumato in questo periodo di isolamento, ma tale pratica non avviene più.

## Fonti della legge
Esiste una proibizione contro l'uomo che si trova appartato insieme ad una donna sposata. Dopo lo stupro della figlia di Re Davide Tamar, quando si trovava da sola con il suo fratellastro Amnon, Davide e il suo Tribunale Supremo estesero tale proibizione anche alle ragazze nubili. Tuttavia, in tempi moderni, poiché le ragazze nubili non vanno alla Mikveh, hanno tutte l'impurità di Niddah, ed è quindi e comunque similmente proibito. Queste regole sono discusse nel Talmud.

## Leggi di Yichud
Le leggi di yichud prevedono forti restrizioni a membri non imparentati del sesso opposto di appartarsi insieme, e più lievi per i parenti stretti. Esistono opinioni diverse per quanto riguarda l'applicazione di queste leggi sia in termini di situazioni e in termini delle persone coinvolte.

### Genitori/prole
Un bambino e il suo genitore biologico di sesso opposto possono essere isolati o anche abitare insieme, ma entro certi limiti.
- Un genitore e un figlio di sesso opposto che abitano insieme su base permanente devono dormire in stanze separate.
- Su base temporanea (ad esempio in un albergo) e se non c'è altra scelta, genitore e figlio di sesso opposto possono condividere una stanza, sebbene sia preferibile che non condividano il letto, ed entrambi devono vestirsi secondo le leggi di tzniut (modestia). Tale sistema di coabitazione non dovrebbe durare più di 30 giorni.

Indipendentemente da quanto sopra, è preferibile che un genitore e un figlio adulto (che ha raggiunto l'indipendenza economica) abitino separatamente, se una terza persona (parente o meno) non condivida l'abitazione.
Le leggi che si applicano all'isolamento sono più severe per padre e figlia piuttosto che per madre e figlio. Questo perché un uomo ha più probabilità di sposare una donna più giovane di quanto non accada al contrario. Inoltre, mentre un ragazzo di solito trascorre gran parte della sua infanzia in presenza della madre, è più comune che l'uomo sia lontano dai figli mentre stanno crescendo. Nel caso in cui un genitore desideri un rapporto sessuale con il figlio di sesso opposto, o il figlio sviluppi un tale interesse verso il genitore, l'isolamento deve essere evitato.

### Fidanzati
Un uomo e una donna che sono fidanzati non possono abitare insieme in nessun caso, e non devono stare insieme anche su base temporanea, come ad esempio in un albergo. Una donna fidanzata che si apparta con il suo fidanzato perde la sua ketubah come vergine (hilchot ketubot).

### Assistenza
- Una donna di età superiore ai 12 anni non dovrebbe fare la babysitter di un bambino di 9 anni o più. Un maschio di età superiore ai 13 anni non dovrebbe fare da babysitter ad una bambina di 3 anni o più. (Fonte Shulkhan Arukh Even HaEzer 22)
- Una persona che fornisce supporto e cura ad un adulto disabile del sesso opposto può essere isolata con quella persona a scopo di assistenza. Anche quando un assistente dello stesso sesso sia disponibile, se l'adulto assistito preferisce la cura dell'assistente di sesso opposto o comunque riceva cure migliori, ciò è consentito.[6]

### In pubblico e in affari
- Un uomo e una donna che non sono imparentati o sposati, ma sono insieme in un luogo pubblico, devono camminare o sedersi insieme in un modo diverso da quello di parenti o coniugi. Si raccomanda di mantenere una maggiore distanza tra di loro. Se, in un ambiente del genere, è noto a tutti i circostanti che la coppia non è imparentata o sposata e tale contatto è normalmente previsto (come ad esempio in un posto di lavoro), nessun cambiamento particolare deve essere fatto, ma occorre prestare attenzione ad evitare contatti fisici accidentali.
- In un luogo di affari, uomo e donna possono stare insieme per scopi professionali, a condizione che il posto dove si trovano abbia il potenziale di essere visto dall'esterno. Se i due devono fare una riunione di lavoro, questa deve avvenire in una camera che non contenga alcun mobile che possa essere usato come letto (per es. un divano). Inoltre, due o più persone devono avere accesso fisico immediato alla stanza.
- Due persone estranee, di sesso opposto, possono viaggiare insieme in un veicolo nell'ambito di un'area locale, ma non devono fare insieme viaggi fuori città, soprattutto se devono recarsi in una zona in cui non sono conosciuti e non siano in grado di ritornare il giorno stesso.
- Su un autobus, in treno o in aereo, è consentito sedersi accanto ad un membro del sesso opposto, ma molti ebrei ortodossi seguono le limitazioni di chumra ed evitano tali situazioni a causa delle leggi di negiah e di tzniut.
- Non ci sono restrizioni in merito all'isolamento causato da situazioni temporanee, come nell'ascensore. Dato che gli ascensori sono usati costantemente, c'è sempre la possibilità che qualcuno possa entrare senza preavviso.[6]

### Esclusioni
L'isolamento è vietato solo quando vi sia un uomo solo presente. Ma la presenza di ragazzi/e, parenti stretti dell'uomo che siano di sesso femminile, sua moglie o una donna e la suocera, invalida il divieto. In questi casi, la presenza di altre persone serve a fornire un controllo sul comportamento dell'uomo. Tuttavia l'ulteriore presenza di una donna non imparentata o di un qualsiasi numero di minori (sotto i 13 anni), non invalida le leggi di yichud.